# یواس‌اس واکسبیل (ام‌ایچ‌سی-۵۰)
یواس‌اس واکسبیل (ام‌ایچ‌سی-۵۰) (به انگلیسی: USS Waxbill (MHC-50)) یک کشتی بود که طول آن ۱۳۶ فوت ۰ اینچ (۴۱٫۴۵ متر) بود. این کشتی در سال ۱۹۴۳ ساخته شد.